# Konzervativni Judje
Konzervativno judovstvo (v Evropi in Izraelu znano tudi pod imenom Masorti judovstvo) je sodobno gibanje med Judi, ki ima svoje začetke v sredini 19. stoletja med večjim delom intelektualno usmerjenih posameznikov. Svojo formo je konzervativna oblika judovstva dosegla v začetku dvajsetega stoletja, v ZDA.

## Načela
Osrednja načela konzervativnega judovstva obsegajo:
- Pozitiven pristop do modernega življenja.
- Svobodomiselno, v ustanovah poučevano Judovstvo.
- Sprejemanje obojega: tradicionalnih vrednot in rabina kot osrednjega verskega tolmača ter sprejetje modernega izobraževalnega sistema, kjer se poudarja lasten pristop do proučevanja verskih tekstov in kritičnega pristopa do teh.

Definicija konzervativnega Judovstva se nanaša na skupine, ki zastopajo liberalnejši pogled na vero kot Ortodoksne skupnosti Judov, a tradicionalnejšega kot je definiran med reformiranimi skupnostmi.

## Zgodovina
Gibanje se je izoblikovalo v ZDA in v Evropi v letih 1800, ko so se tudi znotraj Judovske skupnosti pojavile miselne spremembe, ki so bile odgovor na takratna svobodomiselna gibanja (pomemben mejnik predstavlja Odprava suženjstva v ZDA leta 1863). Za začetnika Konzervativnega gibanja velja Rabin Zecharias Frankel. Ta je namreč iz Reformiranega Judovstva izstopil leta 1854, ko je omenjena skupnost zavrnila uporabo Hebrejščine v molitvah in verskih obredih ter uporabo Kašrutskih zakonov.
Leta 1854 je v Nemčiji vodil judovsko konferenco, kjer je izpostavil da Judovsko pravo ni nespremenljivo, temveč se prilagaja trenutnim družbenim razmeram. Svojo potezo je označil kot »pozitivno zgodovinsko«, saj je menil da kdor sprejema Judovske zakone in tradicijo, mora biti odprt tudi potencialnim spremembam v sklopu teh, saj zakoni skozi zgodovino niso ostajali nedotakljivi, temveč so se spreminjali. 

## Sodobni trendi

### Pomembni mejniki
- Leta 1983, po dobrem desetletju razprav, je Judovski teološki seminar odločil, da imajo tudi ženske enakovredno pravico do opravljanja poklica Rabina.
- Leta 2002 so tudi kot uradno zapisan sklep sprejeli dogovor nove vloge ženske v verskih obredih.
- Od leta 2006 lahko mesto Rabina opravlja tudi homoseksualna oseba.

### Vidiki Judovstva
Večina Konzervativnih Judov zavrača biblijsko prepričanje, da je bil Bog Mojzesu narekoval zapisane besede v Tanaki, ki dokazujejo dogovor med obema. Verujejo pa v tradicionalno prepričanje, da so te zapisali od Boga navidhnjeni preroki.

Poroke med Judi in ne-Judi so bile v preteklosti odsvetovane in neželjene. 70% otrok rojenih staršem judovskega in ne-judovskega porekla namreč ne odrašča po judovski tradiciji. Danes jih večji del skupnosti sprejema.